# Рудолф III фон Дипхолц
Рудолф III фон Дипхолц (на немски: Rudolf III von Diepholz; * ок. 1300; † сл. 1350) е господар на Дипхолц.

## Произход
Той е син на господар Конрад I фон Дипхолц († сл. 1302) и съпругата му графиня Хедвиг фон Ритберг († сл. 1348), дъщеря на граф Фридрих I фон Ритберг († 1282) и Беатрикс фон Хорстмар († 1277).

## Фамилия
Рудолф III се жени пр. 28 октомври 1321/20 юни 1322 г. за графиня Юта фон Олденбург-Делменхорст (пр. 1291; † сл. 1331), дъщеря на граф Ото II фон Олденбург-Делменхорст († 1304) и Ода фон Щернберг († 1291). Те имат шест деца:
- Конрад VI фон Дипхолц († 14 февруари 1379), господар на Дипхолц, женен I. ок. 1325 г. за Мехтилд фон Холщайн (+ 1340), II. на 7 май 1342 г. за Армгард фон Валдек († ок. 1370)
- Рудолф фон Дипхолц († 1390), домхер в Оснабрюк (1327 – 1363) и Ферден (1331 – 1387)
- Готшалк фон Дипхолц († сл. 1374), домхер в Кьолн (1331 – 1374)
- Хедвиг? фон Дипхолц († сл. 1350), омъжена за граф Хайнрих IV фон Щернберг († 1353), син на граф Хайнрих III фон Щернберг († 1312) и графиня Юта фон Бентхайм-Текленбург († 1318)
- Аделхайд фон Дипхолц († сл. 1347), абатиса в манастир Дрюбек при Вернигероде (1342)
- Мехтилд фон Дипхолц († 1387), монахиня в манастир във Фишбек